# 文明窖藏
文明窖藏（英語：Crypt of Civilization）是一座气密室，位于美国佐治亚州布鲁克海文奥格尔索普大学，1937年至1940年间建立。文明窖藏功能类似于时间胶囊，内装有描绘20世纪人们生活、科技与文明的遗物和录音，计划于公元8113年开启。